# Arroz con leche (telenovela)
Arroz con leche é uma telenovela venezuelana exibida em 2007-2008 pela Venevisión.

## Elenco
- Eileen Abad - Belén Pacheco de Morales
- Marlene De Andrade - Amanda Pacheco
- Alba Roversi - Teresa Pacheco
- Luis Gerónimo Abreu - Simón Herrera
- Juan Carlos García - Rodrigo
- Mónica Pasqualotto - Cecilia
- Anastasia Mazzone - Isabela
- Manuel Salazar - José Manuel "Chepo"
- Alejandro Mata - Wenceslao
- Astrid Carolina Herrera - Abril